# 히가시마쓰야마역
히가시마쓰야마역(일본어: 東松山駅)은 일본 사이타마현 히가시마쓰야마시에 있는 철도역이다.

## 역 구조
상대식 승강장 2면 2선의 지상역, 교상역사를 가진다. 개찰구 층과 승강장 사이를 연결하는 에스컬레이터, 엘리베이터가 설치되어 있다.
이전에는 섬식 승강장 2면 4선에서 당역을 시발, 종착하는 열차도 설정되어 있었지만, 신린코엔 역까지 복선화 완성시에 외부 2선이 철거되며 현행의 형태가 되었다.
역사 내에는 도조 선 정기권 판매소, 버스 정기권·승차권 판매소, 도부 북스 서점, 커피 카페 콜로라도 등이 입주하였다(서점은 2009년 봄에 리뉴얼 오픈).
히가시마쓰야마 역 주변 정비 계획 사업에 맞춰 동구에는 2008년 6월 14일 정오에 시청 행정 서비스 코너, 히가시마쓰야마 역 앞 파출소 등이 입주하는 "히가시마쓰야마 시 스테이션 빌딩"이 개업하고 개찰층 출입구가 변경되었다. 히가시마쓰야마 시는 네덜란드 헬데를란트주 네이메헌 시와 자매 도시 제휴하고 있으므로, 스테이션 빌딩의 외벽은 벽돌을 사용하고 있다. 기존의 역사는 1974년에 건설된 것이지만 2008년부터 2010년에 걸쳐 엘리베이터의 신설 등을 포함한 개량 공사가 시공되었다. 2008년도는 엘리베이터, 오스토 메이트, 다목적 시트 베이비 체어가 설치된 다용도 화장실, 베이비 체어가 설치된 일반 화장실, 발차표의 콩코스에 신설, 승강장에 설치된 시설의 갱신, 픽토그램을 사용한 출구 표지판을 신설했다. 2009년도는 승강장 지붕 갱신, 벽 페인트의 개칠, 이중 손잡이화, 기존 역사의 외벽을 벽돌로 변경했다. 덧붙여 서쪽의 역사 개량 및 내진 보강 공사도 실시되었다. 그 해 겨울쯤에는 자동 매표기 주변의 리뉴얼이 이루어지고 완성 후에 역 구내 추적 지도가 설치되었다.

### 승강장
| 1 | ■ 도조 본선 (하행) | 신린코엔·오가와마치·요리이 방면                                                                                               |
| 2 | ■ 도조 본선 (상행) | 가와고에·시키·와코 시·이케부쿠로 방면 ○ 지하철 유라쿠초 선 나가타초·신키바 방면 ○ 지하철 후쿠토신 선 신주쿠 3초메·시부야 방면 |

- 승강장이 위와 같이 안내되고 있지만, 1번선에서 요리이 역까지 직통하는 열차는 설정되지 않고, 도부 다케자와 역으로의 요리이 방면은 오가와마치 역에서 환승이 된다.

## 이용 상황
- 2010년도의 1일 평균 승하차인원은 30,180명.

## 역 주변

### 동구
- 히가시마쓰야마시청
- 히가시마쓰야마 시립 도서관
- 히가시마쓰야마 시민 문화센터
- 히가시마쓰야마 시립 종합교육센터
- 히가시마쓰야마 세무서
- 히가시마쓰야마 경찰서
- 히메 광역 소방본부
- 마쓰야마 산성
- 이와하나 운동공원
  - 히가시마쓰야마 육상 경기장
  - 히가시마쓰야마 시영 구장
  - 히가시마쓰야마 테니스장
- 사이타마 현립 마쓰야마 고등학교
- 히가시마쓰야마 우체국
- 국도 제407호선

### 서구
- 야큐이나리 신사
- 사이타마 현립 마쓰야마 여자고등학교
- 히가시마쓰야마 자동차학교
- 히가시마쓰야마 야큐우체국

## 역사
- 1923년 10월 1일: 도조 선 사카도마치 ~ 무슈마쓰야마 역간 개통, 무슈마쓰야마역으로 영업 개시. 소재지가 당시 히키군 마쓰야마정이고, 에히메현 마쓰야마시의 이요 철도 마쓰야마 역(현, 마쓰야마 시 역)과 혼동을 피하기 위해 무사시국의 "무슈"는 관을 의미한다.
- 1954년 10월 1일: 히가시마쓰야마 시 발족에 따라 히가시마쓰야마역으로 개명함.
- 1959년: 동쪽 출입구 역전에 도리이가 건설됨.
- 1968년: 다카사카 ~ 당역간 복선화와 동시에 개찰 내의 각 승강장 사이를 연결하는 과선교가 완성됨, 당초는 동구와 서구의 지상 측 각각에 개찰구가 있었다.
- 1974년: 현행 교상역사 완공.
- 1977년 10월 21일: 당역 ~ 신린코엔 간 2.7 km 복선화. 이에 따른 역 구내의 분기기가 폐지됨.
- 1997년 3월: 에스컬레이터가 설치됨.
- 2006년 10월: 사무실 측 자동 개찰기 1통로를 배리어 프리화(휠체어 통행 가능).
- 2008년 6월 14일: 히가시마쓰야마 역 동쪽 출입구 역전 광장 조성 사업에 의한 히가시마쓰야마 시 역 건물과 남쪽 광장이 잠정 개업.
- 2008년: 동구의 도리이가 철거됨.
- 2010년 4월 6일: 히가시마쓰야마 역 동구 북측 광장 완성.

## 사진

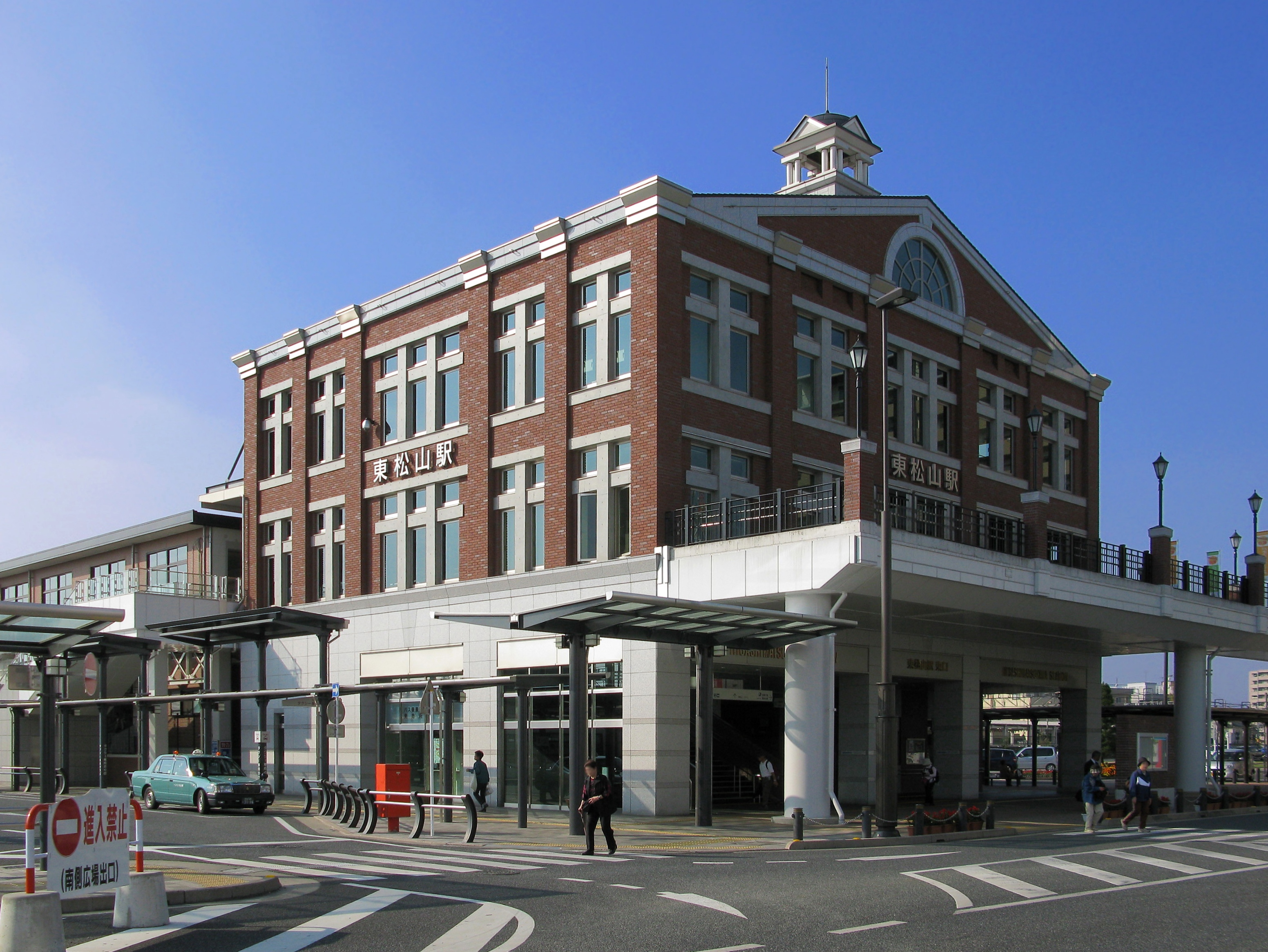
동쪽 출입구 모습(2011년 11월 4일)

## 인접역
| 도부 철도 ■ 도조 본선        | 도부 철도 ■ 도조 본선         | 도부 철도 ■ 도조 본선      |
| ---------------------------- | ----------------------------- | -------------------------- |
| TJ-26 사카도 이케부쿠로 방면 | ■ TJ 라이너 ■쾌속 급행 ■ 쾌속 | 신린코엔 TJ-30 요리이 방면 |

| TJ-28 다카사카 이케부쿠로 방면 | ■ 급행 ■통근 급행 ■ 준급 ■ 보통 | 신린코엔 TJ-30 요리이 방면 |